# 高松琴平電気鉄道10000形電車
高松琴平電気鉄道10000形電車（たかまつことひらでんきてつどう10000がたでんしゃ）は、高松琴平電気鉄道（琴電）に在籍した電車である。

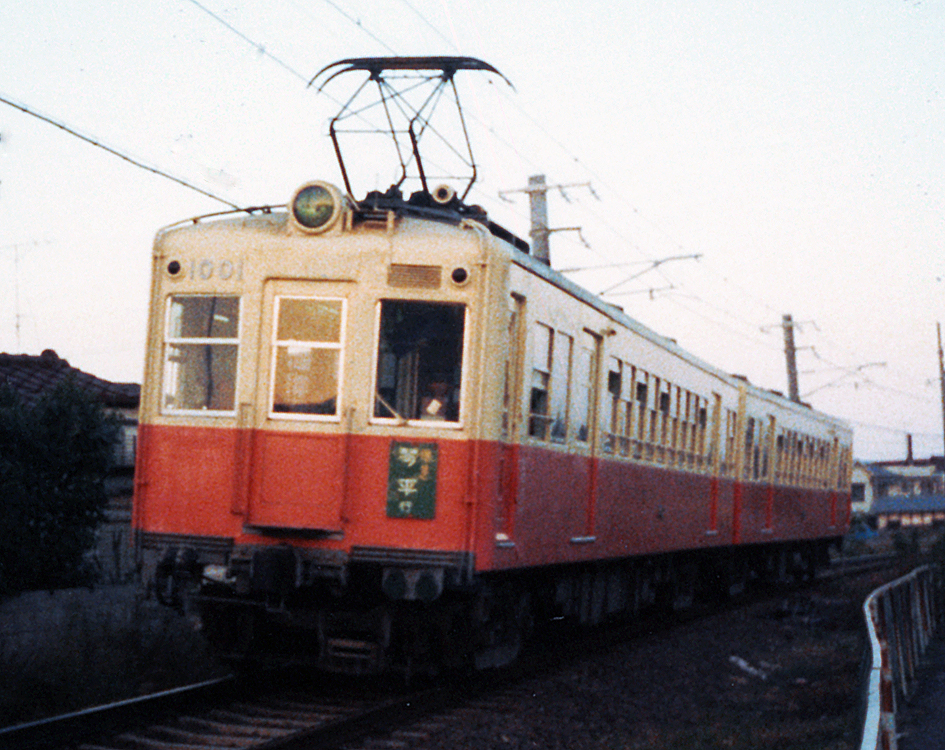
1001+1002（1978年、円座駅付近）

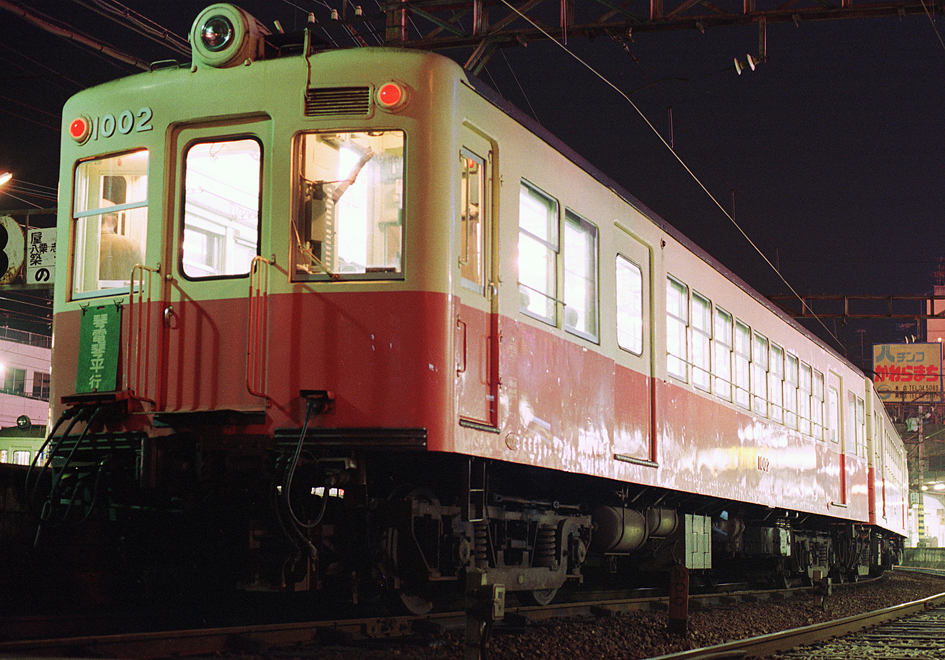
1002+1001（改造後、瓦町駅）

同社の自社発注車で、1952年日立製作所笠戸工場製。制御電動客車の1001と1002（竣工時）による2両1編成の2両が在籍したが、1986年に廃車になった。

## 概要
琴平線での急行運転実施に備え、昭和20年代の地方私鉄向け電車としては珍しく先進的な機構を備えて完成し、以後20年近くに渡って琴平線の急行用として重用された。

## 車体
車体は長さ17m級の半鋼製で窓配置はd1(1)D9D(1)1（d：乗務員扉、D：客用扉、(1)：戸袋窓）。ノーシル・ノーヘッダーで前面のみ張り上げ屋根となっている。連結面は切妻構造とされ、2両固定編成で設計されたため琴電の車両ではじめて広幅貫通路と貫通幌、それに密着連結器が採用された。車内の座席はロングシート、吊革にはバネで窓側に跳ね上がるリコ式が用いられ、運転台は片隅式であった。当初の床面はリノリウム張りであった。

## 主要機器
主要機器は日立製作所の自社製機器を搭載したが、一部は流用品が使用された。

### 制御器
主制御器は直列8段、並列8段、弱め界磁1段、発電ブレーキ16段という構成のMMC-HB10多段電動カム軸式自動加速制御装置が採用された。
運転台の主幹制御器に電磁直通ブレーキへの指令機能を組み込んで日本初のワンハンドル制御を実現したことが、本形式の最大の特徴である。速度が低下して電気ブレーキが弱まった段階でマスコンを6ノッチへと進めると、電制が有効のまま電磁直通弁が動作してブレーキシリンダーに空気圧を送り込み、5ノッチ（重なり）・4ノッチ（弛め）を適宜使用することで吸排気を行って確実な停車へと導くことができた。これは日立製作所が次世代の高速電車用ブレーキシステムとして開発したものであり、本形式はその実用第一号であった。しかしながら、このシステムは操作が複雑で、しかも高速域でのブレーキの立ち上がりの際に発電ブレーキと空気ブレーキの同期が適切かつ自動的に行えないという問題を抱えており、この点でアメリカのウェスティングハウス・エアブレーキ社が開発した、SMEE/HSC電磁直通ブレーキの巧妙かつスムーズな動作と操作の容易性を両立した電空同期機構に明らかに見劣りしたため、他の鉄道には全く普及しなかった。
日本においてワンハンドル式制御器が本格的に採用されるのは1969年登場の東急8000系以降であるが、これには本形式の日立系システムは何ら寄与していない。

### 主電動機
主電動機は新品の日立製作所製HS-355を各車2基ずつ分散搭載した。これは吊り掛け駆動方式の電動機としては後期の設計であって定格回転数が高く、特に最高速度が100km/hに達する急行運転時にはその性能を遺憾なく発揮した。

### ユニット構成
その他の主要機器については、1001にパンタグラフと主制御器、1002に電動発電機 (MG) と空気圧縮機 (CP) を分散搭載して2両で共用するユニット構成となっている。この機器分散のコンセプトは、一見すると後に国・私鉄の高性能電車で広く取り入れられたものと共通であるかに見えるが、本形式の場合は1954年に三菱電機-近畿日本鉄道の共同開発によって実用化されたMM'ユニット方式とは異なり、本来1両の電動車に集約すべき機器を地上施設側の荷重制限からやむなく2両に分散したに過ぎず、その本質においては全くの別物である。とは言え本形式の機器構成が当時としては非常に先進的かつ意欲的なものであったことは間違いなく、新造時には大手を含む私鉄各社の注目を集めた。
本形式の電装品については製造当時は琴平線が1500V、志度線・長尾線が600Vであったため、志度線への乗り入れを考慮して複電圧対応になっていたが、入線に必要となる志度線の地上施設改良、言い換えれば車両限界の拡大が進まなかったためにこの複電圧機構は一度も使用されず、1500Vに昇圧後も志度・長尾の両線に入線することはなく、本形式は最後まで琴平線専用車として運用された。

### 台車
台車だけは旧式の中古品が採用された。営団地下鉄1000形が戦後台車交換を実施した際に余剰品の払い下げを受けた、汽車製造会社製3H形台車が流用されており、このためイコライザーに地下鉄の第三軌条用コレクターシューの取り付け跡が残っていた。この台車は昭和初期に日本の各車両メーカーが好んで製作したボールドウィン系の形鋼組み立て式イコライザー台車の一種であったが、新造品ではなく中古品が採用された理由は定かではない。日立製作所では同時期の他私鉄向け新車にも営団中古台車を装備して納入しており、それらには中古台車形式でなく日立独自の形式を与えた事例もある。

### ブレーキ
上述の日立オリジナルの電空同期ブレーキ機構の陰に隠れてしまっていたが、本形式には電磁直通弁による電磁直通制動に加え、直通制動の欠点を補うためM-2-A三動弁によるAMM自動空気ブレーキが搭載されており、運転台にもこれを操作するためのM23ブレーキ弁が搭載されていた。

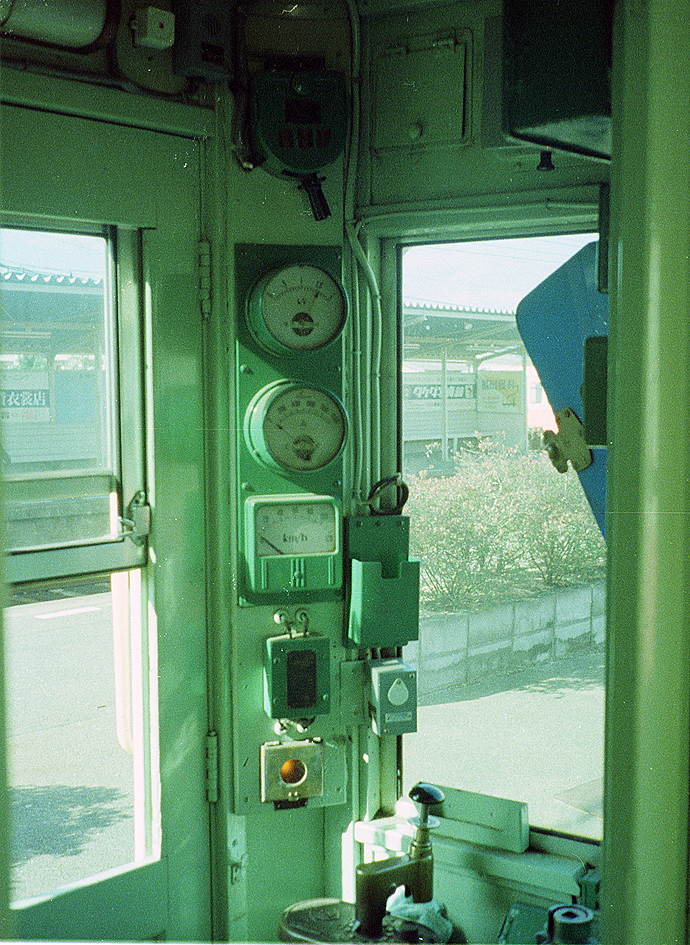
1002 主幹制御器（1979年）
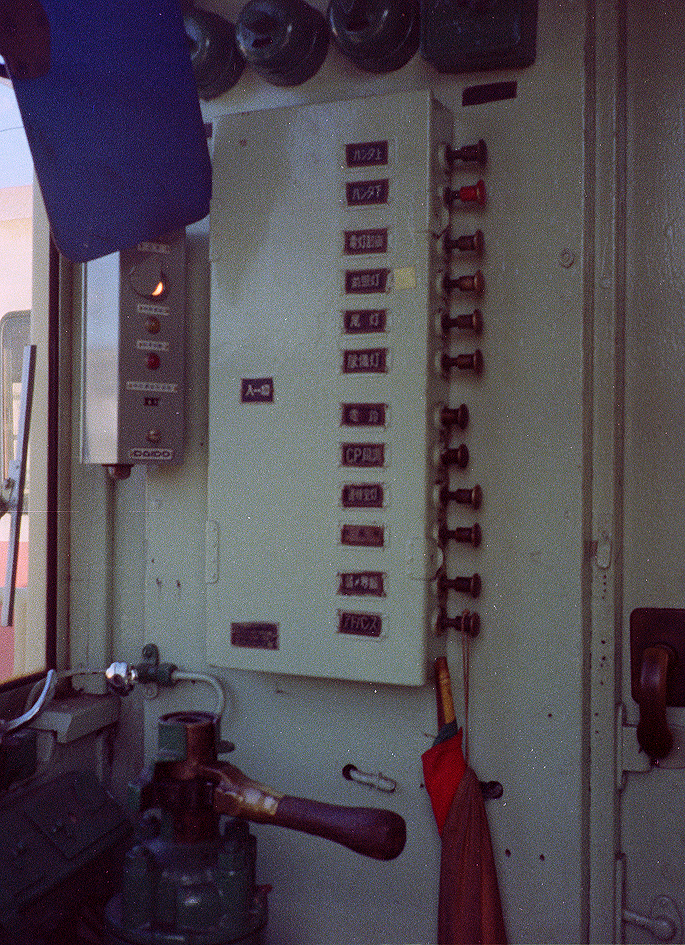
1002 ブレーキ弁（1979年）

## 運用
当初は「こんぴら号」とネーミングされ、琴平線の急行を主体に運用された。1959年には急行専用車として、車内は一方向固定のクロスシートに改造され（1965年にロングシートに戻される）、同系の制御器を搭載する増備車である1010形「こんぴら2号」とともに、急行を中心とする限定運用でその駿足を生かして運行された。
しかし、日立MMC系自動加速制御器を搭載するこれらの2形式はHL系手動加速制御器を搭載する在来車を増結することができない上、ブレーキの取り扱いも全く異なるため車両数が不足するラッシュ時でさえ運用することが難しく、急行の廃止後は次第に持て余し気味となっていった。
その間、1973年にはヘッドマークの撤去や吊皮の普通型への交換が実施された。
そして製造から28年が経過した1980年には、更新を兼ねた大改造が実施された。
この際、地上施設の制約がなくなっていたことから主電動機を1001に集約し、1002は制御車化された。さらに、制御器はHL式、ブレーキは電磁SMEにそれぞれ変更された。これにより他の各形式との併結が可能になったが、高回転数で出力を稼ぐ主電動機の特性と、強トルクの低速モーターに適した制御器のマッチングが悪く、しかもブレーキ改造について電制常用を前提に設計されていた元の配管を極力流用した結果、効きが悪くなってしまったことから使用頻度はさらに低下した。
このため、1986年に1070形1073-1074の導入に伴い廃車された。電車を50年、60年単位で使い続ける琴電において、車齢34年での廃車は異例の早さである。
廃車後しばらく仏生山工場の引き上げ線に留置されていたが、後に解体されている。
2008年3月28日より瓦町駅で1日フリーきっぷことでん電車シリーズ3枚セットの購入者先着100名にシリアルナンバー入りの1001・1002号車どちらかの写真付き車両竣工図1枚がプレゼントされた。

## 参考資料
- 真鍋裕司「高松琴平電気鉄道の10000形の足跡  地方鉄道が生んだ名車の一例」、鉄道ピクトリアル509号、電気車研究会、1989年3月
- 真鍋裕司「私鉄車輌めぐり[121] 高松琴平電鉄（上）」、鉄道ピクトリアル403号、電気車研究会、1982年5月